# Conoderus bifoveatus
Conoderus bifoveatus is een keversoort uit de familie kniptorren (Elateridae). De wetenschappelijke naam van de soort is voor het eerst geldig gepubliceerd in 1807 door Palisot de Beauvois.
De soort komt voor op de Antillen, onder meer op Saba, Sint Eustatius en Sint Maarten